# Пољопривредни факултет Универзитета у Београду
Пољопривредни факултет је основан 1919. године као један од 6 факултета Универзитета у Београду.

## Историјат Факултета
За оснивање Пољопривредног факултета највеће заслуге имао је Сима Лозанић (1847—1935), први професор Агрикултурне хемије и тадашњи ректор Београдског универзитета. Велику помоћ и разумевање око оснивања Факултета, Сима Лозанић је имао од Јована Жујовића (1856—1936), геолога и петрографа, тадашњег министра просвете. Факултет је основан Законом о изменама и допунама закона о Универзитету од 27. 02. 1905. године (Сл. новине Краљевине СХС бр. 85, година I, од 23. 08. 1919. године).
Одмах по завршетку Првог светског рата, на првој седници Универзитетског савета, одржаној 28. марта 1919. године, ректор је саопштио акт Министарства просвете, у којем је изражена жеља да се на Београдском универзитету отвори - започне са радом Пољопривредни факултет, са два одсека: пољопривредним и шумарским. Због тога се овај дан обележава као - Дан Пољопривредног Факултета.
Припрема за отварање и почетак рада Пољопривредног факултета трајала је до јесени 1920. године, а настава је почела 5. децембра, уводним говором првог декана, др Петра Ђорђевића, редовног професора Специјалне ботанике и начелника Министарства шума и руда. Било је предвиђено да Топчидерска економија припадне факултету, али то се није догодило. Десет студената шумарског одсека није могло започети четврту годину 1923. јер није било наставника. Промоција првих свршених студената је одржана у новембру 1924.
Године 1930. Факултет добија нови назив, Пољопривредно-шумарски факултет, а 1933. године се из Београда пресељава у Земун у зграду наменски сазидану за њега (освећена 14. децембра те године). Пар година касније почињу радови на уређењу дворишта факултета - један хектар покривен житарицама, поврћем, дрвећем... Студије су биле тешке: од 894 студента уписана од оснивања до 1934, дипломирало је 170.
После Другог светског рата тј. 1949. године издвојили су се као самостални факултети: Шумарски и Пољопривредни факултет.
Зграда факултета је дограђивана од 1975. до ца. 1978. за нових 11.000 квадратних метара.

## Организација Факултета
Наставна делатност Факултета обавља се у оквиру следећих одсека:
- Одсек за ратарство
- Одсек за воћарство и виноградарство
- Одсек за хортикултуру
- Одсек за зоотехнику
- Одсек за мелиорације земљишта
- Одсек за фитомедицину
- Одсек за пољопривредну технику
- Одсек за прехрамбену технологију
- Одсек за агроекономију

За организовање и извођење научно-истраживачког рада и студија Факултет има следеће институте:
- Институт за ратарство и повртарство
- Институт за хортикултуру
- Институт за зоотехнику
- Институт за земљиште и мелиорације
- Институт за фитомедицину
- Институт за пољопривредну технику
- Институт за прехрамбену технологију и биохемију
- Институт за агроекономију

Катедра је основна наставно - научна јединица. Катедре су носиоци и организатори наставног, научног и стручног рада. Факултет има следеће катедре и то при институту:
Институт за ратарство и повртарство:
1. Катедра за агроботанику
2. Катедра за агротехнику и агроекологију
3. Катедра за ратарство и повртарство
4. Катедра за генетику, оплемењивање биљака и семенарство

- Кабинет за стране језике

Институт за воћарство и виноградарство:
1. Катедра за воћарство
2. Катедра за виноградарство

Институт за зоотехнику:
1. Катедра за опште сточарство и оплемењивање домаћих и гајених животиња
2. Катедра за исхрану, физиологију и анатомију домаћих и гајених животиња
3. Катедра за одгајивање и репродукцију домаћих и гајених животиња

Институт за земљиште и мелиорације:
1. Катедра за педологију и геологију
2. Катедра за агрохемију и физиологију биљака
3. Катедра за еколошку микробиологију
4. Катедра за мелиорације земљишта

Институт за фитомедицину:
1. Катедра за фитопатологију
2. Катедра за ентомологију и пољопривредну зоологију
3. Катедра за пестициде и хербологију

Институт за пољопривредну технику:
1. Катедра за пољопривредну технику
2. Катедра за математику и физику

Институт за прехрамбену технологију и биохемију:
1. Катедра за хемију и биохемију
2. Катедра за технологију конзервисања и врења
3. Катедра за технологију ратарских производа
4. Катедра за технологију анималних производа
5. Катедра за технолошку микробилогију
6. Катедра за управљање безбедношћу и квалитетом хране

Институт за агроекономију:
1. Катедра за менаџмент у агробизнису
2. Катедра теорије трошкова, рачуноводства и финансија
3. Катедра за економику пољопривреде, тржиште и рурални развој
4. Катедра за статистику
5. Катедра за општу економску теорију, социологију, социологију села и пословно право

## Запослено особље
Запослено особље су лица која су у радном односу на Факултету. Наставно особље (наставници и сарадници) на Факултету чине лица која остварују наставни, научни и истраживачки рад. Ненаставно особље чине лица која обављају стручне, административне и техничке послове. На факултету ради око 282 наставног и 192 ненаставно особља и 49 стручних сарадника што износи укупно око 523 запослених. Задатак свих ових запослених је образовање студената Пољопривредног факултета којих има око 4500.

### Декани Пољопривредног факултета
- Проф. др Петар Ђорђевић, 1920−1923
- Проф. др Иван Ђаја, 1923−1926
- Проф. др Милан Влајинац, 1926−1932, 1935−1936
- Проф. др Ђока Јовановић, 1932−1933
- Проф. др Добросав Тодоровић, 1933−1934, 1939−1942, 1945−1947
- Проф. др Станоје Недељковић, 1936−1939
- Проф. др Михајло Градојевић, 1942−1943
- Проф. др Младен Јосифовић, 1944−1945, 1947−1949, 1952−1954
- Проф. др Стеван Николић, 1949−1950
- Проф. др Живојин Тешић, 1950−1952, 1954−1955
- Проф. др Драгиша Николић, 1955−1957
- Проф. др Јован Белић, 1957−1958
- Проф. др Станко Мирић, 1958−1960
- Проф. др Чедомир Обрачевић, 1960−1962
- Проф. др Лазар Аврамов, 1962−1964
- Проф. др Новица Митић, 1964−1967
- Проф. др Момчило Стојановић, 1967−1969
- Проф. др Радојица Кљајић, 1969−1971
- Проф. др Миломир Џамић, 1971−1973
- Проф. др Живота Поповић, 1973−1975
- Проф. др Бранко Бајчетић, 1975−1977
- Проф. др Александар Ђокић, 1977−1979
- Проф. др Милорад Бабовић, 1979−1981, 1996−2000
- Проф. др Драгутин Величковић, 1981−1983, 1987−1989, 1989−1993
- Проф. др Виден Ранђеловић, 1983−1985
- Проф. др Живорад Гајић, 1985−1987
- Проф. др Вилиман Кољајић, 1994−1995
- Проф. др Драгиша Раичевић, 2000
- Проф. др Софија Пекић, 2000−2003
- Проф. др Небојша Ралевић, 2003−2012
- Проф. др Милица Петровић, 2012−2018
- Проф. др Душан Живковић, од 2018

### Професори Пољопривредног факултета, ректори и проректори на Београдском универзитету
- Проф. др Драгутин Величковић, ректор, 1993−1997
- Проф. др Стеван Николић, проректор, 1952−1954
- Проф. др Новица Митић, проректор, 1971−1975
- Проф. др Александар Ђокић, проректор, 1979−1983
- Проф. др Милорад Бабовић, проректор, 1987−1991
- Проф. др Никола Ристић, проректор, 1998−2003

### Професори Пољопривредног факултета, академици
- Проф. др Младен Јосифовић (Ботаника)
- Проф. др Доброслав Тодоровић (Ратарство)
- Проф. др Јован Белић (Посебно сточарство)
- Проф. др Живојин Тешић (Микробиологија земљишта)
- Проф. др Радмила Петановић (Биотехничке науке)

## Галерија
- Поглед са угла
- Поглед из парка
- Поглед са Авијатичарског трга
- Дворишни изглед зграде
- Двориште факултета
- Стаклене баште